# Jan van Bunnick

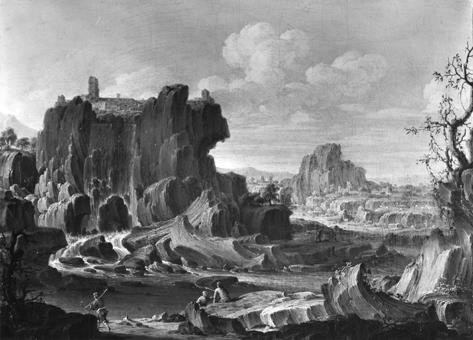
Paesaggio roccioso

Jan van Bunnick, o Bunnik, detto Keteltrom e Il Timballo (Utrecht, 1654 – Utrecht, 6 marzo 1727), è stato un pittore olandese del secolo d'oro.

## Biografia
Fu allievo di Herman Saftleven II dal 1668 al 1671. In seguito lavorò per qualche tempo per Gerard Hoet, eseguendo parecchi dipinti assieme a lui, ma, desiderando migliorare ulteriormente la sua tecnica, decise di recarsi a Roma..
Partì così per un lungo viaggio con il fratello Jacob: visitò Francoforte sul Meno, Heidelberg, Spira, Strasburgo, la Svizzera e l'Italia. Lavorò a Genova con Pieter Mulier o con Pieter Molyn, detto Tempesta, dipingendo parecchi quadri che lo resero famoso e strinse amicizia con Carlo Maratta, che, secondo Descamps, lo considerava uno dei migliori paesaggisti, Abraham Genoels II e Jacob Ferdinand Voet a Roma. Divenne membro della Schildersbent con il soprannome di Timballo o Keteltrom.
Dopo aver vissuto per qualche tempo a Napoli, lavorò otto anni per il Duca di Modena (1675-1683), Francesco II d'Este. Non risulta siano registrate opere del van Bunnick nel catalogo delle pitture estensi. Sono però nominati sette quadri di paesaggi di Giovanni Olandese, che si trovavano nel palazzo di Sassuolo. Nel 1684 ritornò ad Utrecht, passando per Torino e la Francia.
Dipinse paesaggi, di grandi dimensioni, e ritratti presso vari castelli e ville (Loo su commissione di Guglielmo III d'Inghilterra, De Voorst, Middachten) e un suo paesaggio roccioso del 1712 è conservato presso il museo di Utrecht.
Morì in povertà a causa di un furto subito o, secondo Descamps, perché i figli dilapidarono le ricchezze da lui accumulate col suo lavoro.
Molte sue opere furono terminate dal pittore Ounice.

## Opere
- Assedio di una città ad opera delle truppe di Francesco I d'Este, duca di Modena, olio su tela, 71 x 100 cm[9]. Il dipinto è stato ricondotto al pittore di origine olandese, attivo tra Venezia e Padova, Alessandro Grevenbroeck (fine XVII secolo - Venezia, post 1748), vedi: F. Dassie, I Grevenbroeck, 2019, p. 216. È stato classificato come Grevenbroeck anche nel database RKD, vedi: https://rkd.nl/explore/images/226115
- Scena biblica in paesaggio roccioso, olio su tela, 64,5 x 55,5 cm. firmato[10]
- Paesaggio roccioso, dipinto, 1712, Centraal Museum, Utrecht